# Myli (Samos)
Myli (griechisch Μύλοι (m. pl.)) ist ein Dorf im Süden der griechischen Insel Samos im Gemeindebezirk Pythagorio etwa 5 km westlich des Flughafens.
Das Dorf liegt am westlichen Rand der fruchtbaren Ebene von Chora (Κάμπος Χώρας) auf der linken Seite des Imvrasos. Die nächstgelegenen Dörfer sind Pagondas 2,6 km westlich und Ireo fast 3 km südöstlich.
Bald nach der Wiederbesiedelung von Samos in der zweiten Hälfte des 16. Jahrhunderts wurde Myli gegründet und zählt zu den ältesten Dörfern der Insel.

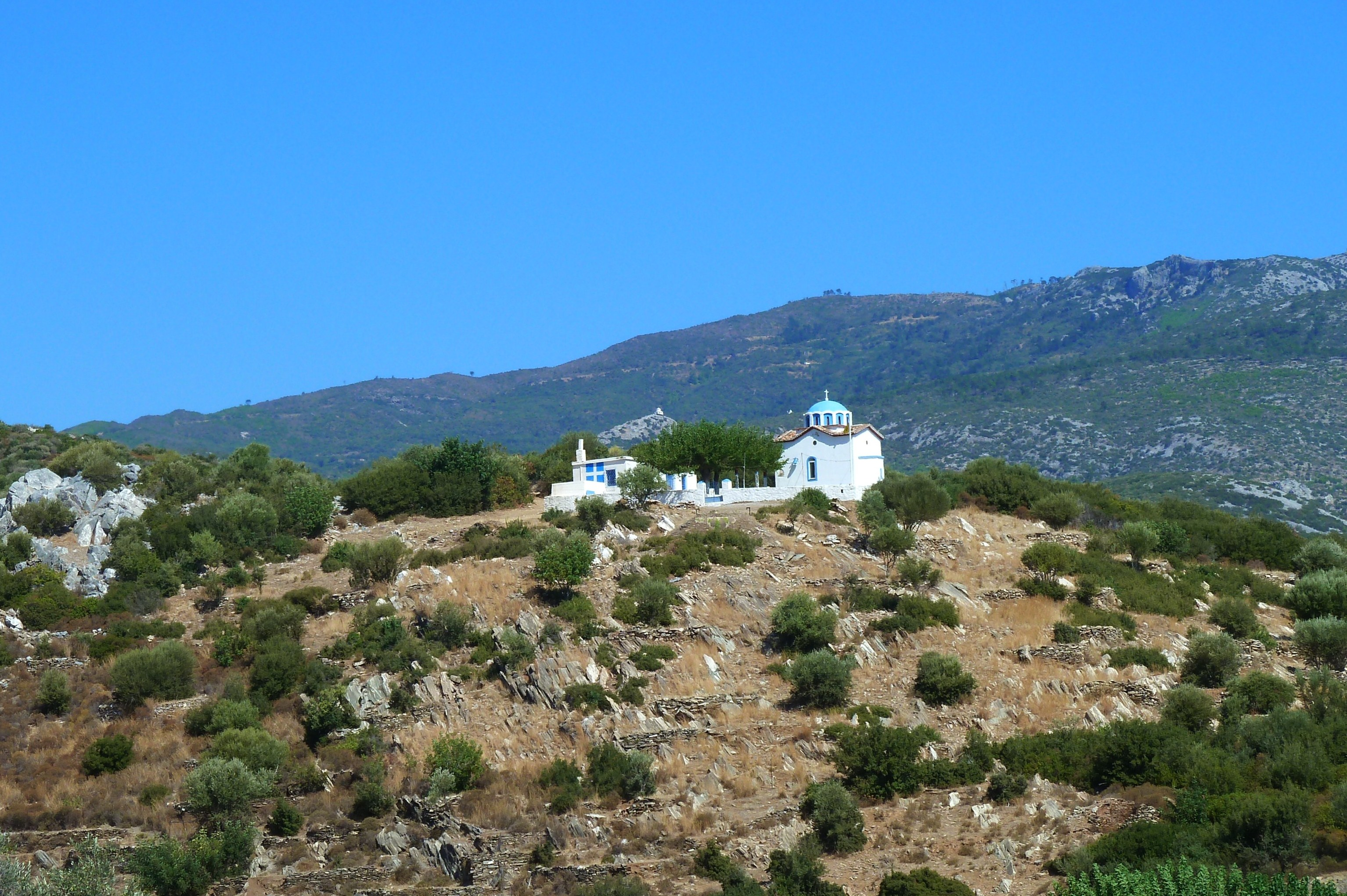
Kleine Kirche oberhalb von Myli

Die Gegend war jedoch schon früher besiedelt. Ein kleines rundes Schachtgrab aus mykenischer Zeit am unteren Ortsrand enthielt Gebeine eines Paares sowie Gefäße (SH III) und Goldschmuck als Grabbeigabe.
Die zahlreichen Wassermühlen, die früher am Bach betrieben wurden, gaben dem Dorf den Namen. Die weitere Umgebung des Dorfes ist vom Anbau von Zitrusfrüchten und Oliven geprägt, in der Ebene wird auch Gemüseanbau betrieben.
Mit der Umsetzung der Gemeindereform nach dem Kapodistrias-Programm im Jahr 1997 erfolgte die Eingliederung der Landgemeinde Myli (Κοινότητα Μύλων) in die Gemeinde Pythagorio. Zum 1. Januar 2011 führte die Verwaltungsreform 2010 die ehemaligen Gemeinden der Insel zur neu geschaffenen Gemeinde Samos (Dimos Samou Δήμος Σάμου) zusammen.
Einwohnerentwicklung von Myli
| 1913 | 1920 | 1928 | 1940 | 1951 | 1961 | 1971 | 1981 | 1991 | 2001 | 2011 |
| ---- | ---- | ---- | ---- | ---- | ---- | ---- | ---- | ---- | ---- | ---- |
| 424  | 463  | 474  | 525  | 469  | 404  | 328  | 286  | 295  | 265  | 248  |